# Yixianopterus
Yixianopterus jingangshanensis
Genre
Espèce
Yixianopterus est un genre de ptérosaures, de la famille des Lonchodectidae (super-famille des Ctenochasmatoidea). Selon Paleobiology Database en 2025, ce genre fossile est monotypique, la seule espèce référencée étant Yixianopterus jingangshanensis.

## Fossiles
Selon Paleobiology Database en 2025, ce genre Yixianopterus a une seule collection référencée de fossiles,. Cette seule collection de fossiles est du Barrémien supérieur à l'Aptien inférieur du Crétacé inférieur, c'est-à-dire date de 125,7-119,57 Ma avant notre ère .

## Historique
Le genre Yixianopterus et l'espèce Yixianopterus jingangshanensis sont décrits en 2006 par les paléontologues J. Lü, S. Ji, C. Yuan, Y. Gao, Z. Sun and Q. Ji,,. 
Yixianopterus est un genre de ptérosaure ptérodactyloïde de la formation Yixian du Crétacé inférieur, d'âge Barrémien-Aptien, dans le Liaoning, en Chine. Il est connu grâce à un seul spécimen, l'holotype JZMP-V-12, conservé au musée géologique de Benxi. Ce spécimen a été modifié avant son acquisition, une grande partie du crâne ayant été fabriquée. La stratification de Jinggangshan dans laquelle le spécimen a été trouvé est basaltique avec des sédiments silicoclastiques. De nombreux organismes associés à cette couche de la formation Yixian sont aquatiques, ce qui indique un environnement marin avec une forte activité volcanique.

## Classification
Lü et al. (2006) ont classé Yixianopterus dans la famille lophocratienne des Lonchodectidae, d'après des caractères dentaires et des comparaisons de ratios entre les phalanges alaires I et II, le métacarpien IV et le cubitus. Ce spécimen a été classé comme le premier représentant asiatique des Lonchodectidae.
Martill (2011) l'a considéré comme potentiellement apparenté à son nouveau taxon Unwindia, et Witton (2013) l'a classé dans la famille des Ornithocheiridae.
Une réévaluation du spécimen holotype et une analyse phylogénétique par Jiang et al. (2020) ont permis de classer Yixianopterus comme membre basal du clade des Istiodactyliformes :
|  | Nurhachius                                                     |
|  |                                                                |
|  | \| \| Liaoxipterus \| \| \| \| \| \| Istiodactylus \| \| \| \| |
|  |                                                                |
|  | Liaoxipterus                                                   |
|  |                                                                |
|  | Istiodactylus                                                  |
|  |                                                                |

|  | Liaoxipterus  |
|  |               |
|  | Istiodactylus |
|  |               |

|  | Nurhachius                                                     |
|  |                                                                |
|  | \| \| Liaoxipterus \| \| \| \| \| \| Istiodactylus \| \| \| \| |
|  |                                                                |
|  | Liaoxipterus                                                   |
|  |                                                                |
|  | Istiodactylus                                                  |
|  |                                                                |

|  | Liaoxipterus  |
|  |               |
|  | Istiodactylus |
|  |               |

|  | Nurhachius                                                     |
|  |                                                                |
|  | \| \| Liaoxipterus \| \| \| \| \| \| Istiodactylus \| \| \| \| |
|  |                                                                |
|  | Liaoxipterus                                                   |
|  |                                                                |
|  | Istiodactylus                                                  |
|  |                                                                |

|  | Liaoxipterus  |
|  |               |
|  | Istiodactylus |
|  |               |

|  | Nurhachius                                                     |
|  |                                                                |
|  | \| \| Liaoxipterus \| \| \| \| \| \| Istiodactylus \| \| \| \| |
|  |                                                                |
|  | Liaoxipterus                                                   |
|  |                                                                |
|  | Istiodactylus                                                  |
|  |                                                                |

|  | Liaoxipterus  |
|  |               |
|  | Istiodactylus |
|  |               |

|  | Ornithocheirus                                                |
|  |                                                               |
|  | \| \| Cimoliopterus \| \| \| \| \| \| Anhangueria \| \| \| \| |
|  |                                                               |
|  | Cimoliopterus                                                 |
|  |                                                               |
|  | Anhangueria                                                   |
|  |                                                               |

|  | Cimoliopterus |
|  |               |
|  | Anhangueria   |
|  |               |

|  | Ornithocheirus                                                |
|  |                                                               |
|  | \| \| Cimoliopterus \| \| \| \| \| \| Anhangueria \| \| \| \| |
|  |                                                               |
|  | Cimoliopterus                                                 |
|  |                                                               |
|  | Anhangueria                                                   |
|  |                                                               |

|  | Cimoliopterus |
|  |               |
|  | Anhangueria   |
|  |               |

|  | Ornithocheirus                                                |
|  |                                                               |
|  | \| \| Cimoliopterus \| \| \| \| \| \| Anhangueria \| \| \| \| |
|  |                                                               |
|  | Cimoliopterus                                                 |
|  |                                                               |
|  | Anhangueria                                                   |
|  |                                                               |

|  | Cimoliopterus |
|  |               |
|  | Anhangueria   |
|  |               |

|  | Ornithocheirus                                                |
|  |                                                               |
|  | \| \| Cimoliopterus \| \| \| \| \| \| Anhangueria \| \| \| \| |
|  |                                                               |
|  | Cimoliopterus                                                 |
|  |                                                               |
|  | Anhangueria                                                   |
|  |                                                               |

|  | Cimoliopterus |
|  |               |
|  | Anhangueria   |
|  |               |

|  | Nurhachius                                                     |
|  |                                                                |
|  | \| \| Liaoxipterus \| \| \| \| \| \| Istiodactylus \| \| \| \| |
|  |                                                                |
|  | Liaoxipterus                                                   |
|  |                                                                |
|  | Istiodactylus                                                  |
|  |                                                                |

|  | Liaoxipterus  |
|  |               |
|  | Istiodactylus |
|  |               |

|  | Nurhachius                                                     |
|  |                                                                |
|  | \| \| Liaoxipterus \| \| \| \| \| \| Istiodactylus \| \| \| \| |
|  |                                                                |
|  | Liaoxipterus                                                   |
|  |                                                                |
|  | Istiodactylus                                                  |
|  |                                                                |

|  | Liaoxipterus  |
|  |               |
|  | Istiodactylus |
|  |               |

|  | Nurhachius                                                     |
|  |                                                                |
|  | \| \| Liaoxipterus \| \| \| \| \| \| Istiodactylus \| \| \| \| |
|  |                                                                |
|  | Liaoxipterus                                                   |
|  |                                                                |
|  | Istiodactylus                                                  |
|  |                                                                |

|  | Liaoxipterus  |
|  |               |
|  | Istiodactylus |
|  |               |

|  | Nurhachius                                                     |
|  |                                                                |
|  | \| \| Liaoxipterus \| \| \| \| \| \| Istiodactylus \| \| \| \| |
|  |                                                                |
|  | Liaoxipterus                                                   |
|  |                                                                |
|  | Istiodactylus                                                  |
|  |                                                                |

|  | Liaoxipterus  |
|  |               |
|  | Istiodactylus |
|  |               |

|  | Ornithocheirus                                                |
|  |                                                               |
|  | \| \| Cimoliopterus \| \| \| \| \| \| Anhangueria \| \| \| \| |
|  |                                                               |
|  | Cimoliopterus                                                 |
|  |                                                               |
|  | Anhangueria                                                   |
|  |                                                               |

|  | Cimoliopterus |
|  |               |
|  | Anhangueria   |
|  |               |

|  | Ornithocheirus                                                |
|  |                                                               |
|  | \| \| Cimoliopterus \| \| \| \| \| \| Anhangueria \| \| \| \| |
|  |                                                               |
|  | Cimoliopterus                                                 |
|  |                                                               |
|  | Anhangueria                                                   |
|  |                                                               |

|  | Cimoliopterus |
|  |               |
|  | Anhangueria   |
|  |               |

|  | Ornithocheirus                                                |
|  |                                                               |
|  | \| \| Cimoliopterus \| \| \| \| \| \| Anhangueria \| \| \| \| |
|  |                                                               |
|  | Cimoliopterus                                                 |
|  |                                                               |
|  | Anhangueria                                                   |
|  |                                                               |

|  | Cimoliopterus |
|  |               |
|  | Anhangueria   |
|  |               |

|  | Ornithocheirus                                                |
|  |                                                               |
|  | \| \| Cimoliopterus \| \| \| \| \| \| Anhangueria \| \| \| \| |
|  |                                                               |
|  | Cimoliopterus                                                 |
|  |                                                               |
|  | Anhangueria                                                   |
|  |                                                               |

|  | Cimoliopterus |
|  |               |
|  | Anhangueria   |
|  |               |

## Holotype JZMP-V-12
L'holotype JZMP-V-12 a été découvert dans la stratification de Jinggangshan, la couche supérieure de la Formation de Yixian. De nombreux biotes Jehol associés à la stratification de Jinggangshan sont des fragments de poissons, d'éphémérides et de plantes. L'holotype découvert contenait des segments fragmentés, ce qui a permis de le classer comme un nouveau genre et une nouvelle espèce de reptile volant du Crétacé inférieur. Les segments préservés comprennent le membre antérieur droit, un pied et des dents.
Le segment du membre antérieur droit récupéré contenait deux plaques larges et fines mesurant chacune 35 cm x 35 cm x 2 cm. Les conditions de conservation de l'holotype ont écrasé les extrémités de l'humérus droit, mais ce qui reste mesure 101,6 mm de long. La crête deltopectorale de l'humérus supérieur, s'étendant sur un quart de sa longueur (25,38 mm), a caractérisé le spécimen comme appartenant à la famille des Pteranodontoidea.
Le pied de l'holotype JZMP-V-12 a été trouvé dans un état de conservation satisfaisant. Le métatarsien III mesure 28,19 mm de long, tandis que le tibia préservé mesure 102,63 mm. (2019) ont identifié ce rapport comme étant inférieur à 27,5 %, une caractéristique typique du clade des Ornithocheiroidea.
Lü et al. (2006) ont identifié les rapports entre les phalanges alaires I et II, I et métacarpien IV, et IV et cubitus, comme étant propres à Yixianopterus.
Lü et al. (2006) ont noté que les dents du spécimen étaient subégales, le diastème augmentant postérieurement. Kellner et al. (2019) ont identifié les dents triangulaires et comprimées labiolingualement comme une caractéristique des Pteranodontoidea. Les deux incisives antérieures sont particulièrement fines et plus longues que les autres.
Un contour de la tête préservé dans le sédiment présentait une inclinaison dorsale. Cela indiquerait que la forme du crâne est plutôt étroite au niveau de l'ouverture buccale, la majeure partie du crâne entourant le cerveau.

### Publication originale
- [2006] (en) J. Lü, S. Ji, C. Yuan, Y. Gao, Z. Sun et Q. Ji, New pterodactyloid pterosaur from the Lower Cretaceous Yixian Formation of Western Liaoning, Beijing, Geological Publishing House, coll. « Papers from the 2005 Heyuan International Dinosaur Symposium », 2006, 195-203 p.